# Michael la Rosa
Michael la Rosa (Genk, 10 april 1991) is een Belgisch voetballer die als aanvaller speelt bij Spouwen-Mopertingen.
Hij speelde in zijn jeugdjaren bij Patro Eisden en KRC Genk.
La Rosa debuteerde op 22 september 2010 voor MVV in de uitwedstrijd om de KNVB beker tegen AFC Ajax (5-0 nederlaag) waar hij in de rust Jonas Olsen verving. Hierna werd hij snel een basisspeler bij MVV. Bij de winterstop in december 2014 werd bekend dat hij een contract voor 1 seizoen ondertekend bij Patro Eisden ook Alessio Alessandro maakt de overstap van MVV Maastricht naar Patro Eisden. Op 13/05/2015 wordt bekendgemaakt dat la Rosa getekend heeft bij Spouwen-Mopertingen.